# Caroline Savoie
Caroline Savoie est une auteure-compositrice canadienne et  acadienne de Dieppe, au Nouveau-Brunswick.

## Biographie
Originaire de Dieppe, au Nouveau-Brunswick, Caroline Savoie commence sa carrière musicale en 2011. 
En 2012, elle est la gagnante solo du concours Accros de la chanson, organisé par la Fédération des jeunes francophones du Nouveau-Brunswick. En 2014, Caroline Savoie participe à The Voice : La Plus Belle Voix au sein de l'équipe de Mika. En 2015, elle est la lauréate du Festival international de la chanson de Granby. Cette même année, elle est la porte-parole du concours Accros de la chanson.
Elle sort son premier album, Caroline Savoie, en 2016, à Montréal. Trois ans plus tard sort son deuxième album, Pourchasser l'aube.
C'est en 2022 qu'elle lance son troisième album, Bruits blancs. Faisant appel au guitariste Joe Grass, elle explore dans l'album des thèmes personnels comme la famille tout en laissant une place à des sujets sociétaux,.
Elle a présenté des spectacles au Canada, aux États-Unis, en Belgique et en France.

## Discographie

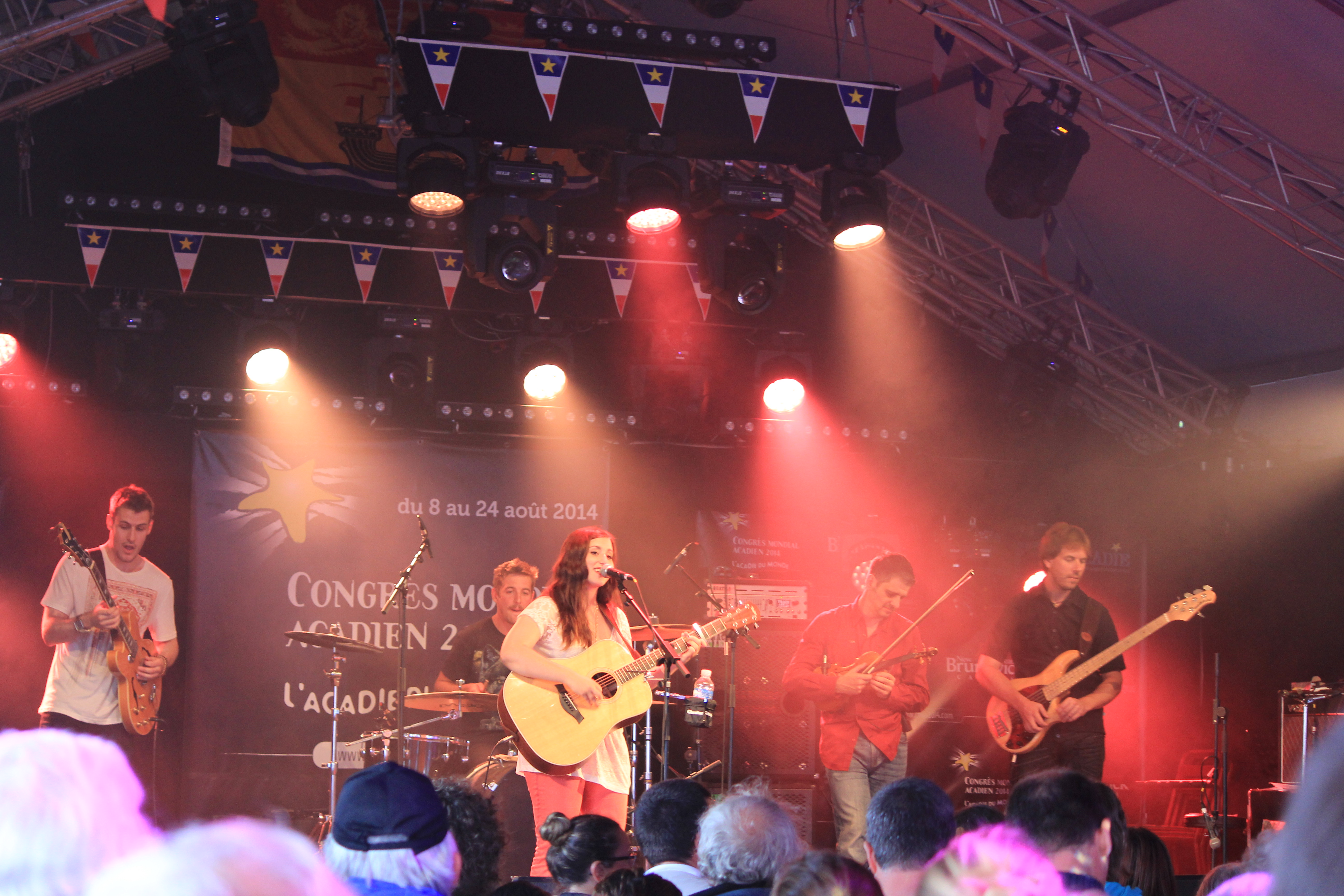
Caroline Savoie en concert lors du Festival interceltique de Lorient en 2013

## Distinctions
- 2012 : Accros de la chanson, Fédération des jeunes francophones du Nouveau-Brunswick[12]
- 2013 : Enregistrement solo de l'année et Enregistrement Pop Recording, Music NB Awards[13]
- 2013 : Artiste de l'année, FÉÉCUM[14]
- 2013 : Top 30 des jeunes Acadiens à surveiller, L'Acadie nouvelle[15]
- 2014 : Top 16, The Voice : La Plus Belle Voix[3]
- 2014 : Personnalité de l'année : le peloton de tête, L'Acadie nouvelle[16]
- 2015 : 30 jeunes sous 30 ans à surveiller, L'Acadie nouvelle[17]
- 2015 : Lauréate, Festival international de la chanson de Grandby[4]
- 2015 : Top 30 des jeunes francophones à surveiller, L'Acadie nouvelle[18]
- 2016 : Adult Contemporary Song of the Year ("Little House"), Independant Music Awards[19]
- 2017 : Prix Édith Butler, Fondation SPACQ[20]
- 2018 : Prix Marc Chouinard, FrancoFête[21]
- 2019 : Meilleurs albums de la décennie, FrancoMusique[22]
- 2021 : Export Acadie, Trille Or[23]
- 2023 : Nomination pour Album de l'année - Folk (Bruits blancs), ADISQ[24]

### Porte-parole
- 2015 : Accros de la chanson, Fédération des jeunes francophones du Nouveau-Brunswick[5]
- 2019 : Rendez-vous de la Francophonie (co porte-parole avec Patrick Chan), Fondation canadienne pour le dialogue des cultures[25]